# ニューロポインター

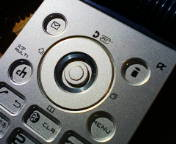
N904iに搭載されているニューロポインター。画像中央部分。

ニューロポインター®は、NECが開発した携帯電話端末向けのポインティングデバイスの名称であり、同社の登録商標である。NTTドコモによる第三世代携帯電話 (FOMA) 端末として、2003年1月23日より発売された N2051 に搭載されたのが始まり。以後NEC製FOMA端末の多くにこれが搭載されている。
ニューロポインターは、四方向キーの中央、一般的な機種において決定ボタンが配置されている部分に搭載されており、指で力を加えることで画面内のカーソル（ポインタ）を自由に動かすことができる。操作方法や感覚はパソコンのポインティング・スティックに近い。
ニューロポインターを用いたカーソル移動は、パソコン上でのマウスポインタ移動と感覚的に類似しており、特にフルブラウザとの親和性が高い。ただし携帯電話端末のインターフェースとしての歴史は浅く、意図しないカーソル操作をしてしまうことも多いが、設定により無効化や、任意の加速度にすることもできる。現在は、ニューロポインターの感知バランスが良くなり、本体機能とニューロポインターの親和性も向上している。
他メーカーの類似機能として、シャープ製携帯に搭載されているTOUCH CRUISER（タッチクルーザー）、三洋電機コンシューマエレクトロニクス（旧鳥取三洋電機）製携帯に搭載されているスムースタッチがある。

## 搭載製品
- NTT docomo FOMA
  - N2051 N2102V N2701

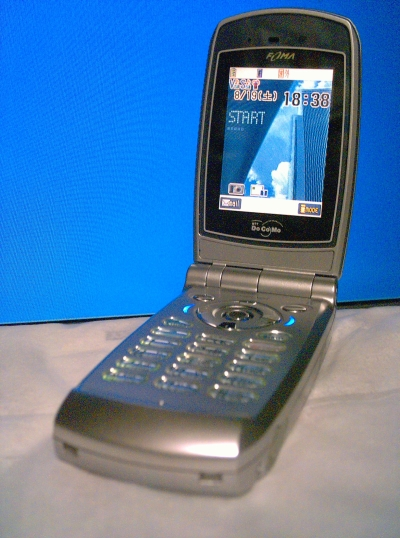
FOMA N2051

  - N900i N900iG N900iL N900iS
  - N901iC N901iS
  - N902i N902iL N902iS N902iX HIGH-SPEED
  - N903i N904i N905i N906i N906iL onefone
  - N700i N701i N701iECO
  - N-01A N-06A
  - N-01B N-02B N-04B N-08B
  - N-02C
- Softbank
  - 931N